# Râle ponctué
Sarothrura elegans
Espèce
Statut de conservation UICN

 LC  : Préoccupation mineure
Synonymes
Coturnicops elegans
Le Râle ponctué (Sarothrura elegans) est une espèce d'oiseaux de la famille des Sarothruridae.

## Répartition
Cette espèce vit en Afrique subsaharienne.